# Gowrie
Gowrie és una població del Comtat de Webster (Iowa) als Estats Units d'Amèrica. Segons el cens dels Estats Units del 2000 tenia 1.038 habitants.

## Demografia
Segons el cens del 2000, Gowrie tenia 1.038 habitants, 429 habitatges, i 277 famílies. La densitat de població era de 274,5 habitants/km².
Dels 429 habitatges en un 28,7% hi vivien nens de menys de 18 anys, en un 54,5% hi vivien parelles casades, en un 7,7% dones solteres, i en un 35,4% no eren unitats familiars. En el 32,9% dels habitatges hi vivien persones soles el 21,7% de les quals corresponia a persones de 65 anys o més que vivien soles. El nombre mitjà de persones vivint en cada habitatge era de 2,32 i el nombre mitjà de persones que vivien en cada família era de 2,96.
Per edats la població es repartia de la següent manera: un 24,5% tenia menys de 18 anys, un 6,7% entre 18 i 24, un 21,2% entre 25 i 44, un 20,7% de 45 a 60 i un 26,9% 65 anys o més.
L'edat mediana era de 43 anys. Per cada 100 dones de 18 o més anys hi havia 79 homes.
La renda mediana per habitatge era de 36.136$ i la renda mediana per família de 44.342 $. Els homes tenien una renda mediana de 30.398 $ mentre que les dones 20.278 $. La renda per capita de la població era de 17.348 $. Entorn del 4% de les famílies i el 6,2% de la població estaven per davall del llindar de pobresa.

## Poblacions properes
El següent diagrama mostra les poblacions més properes.